# Jacob Le Maire

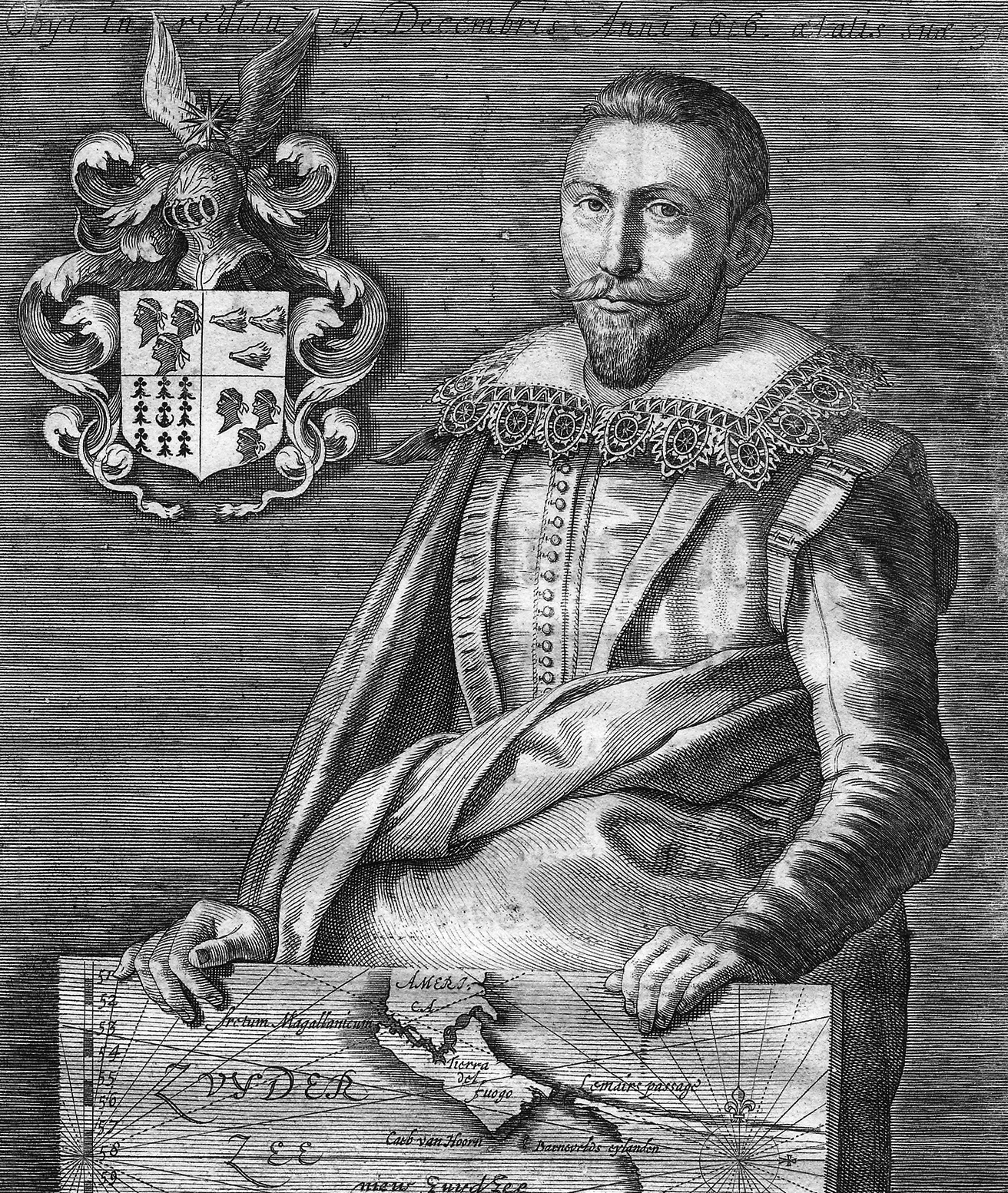
Jacob Le Maire

Jacob Le Maire (Anversa, 1585 – oceano Indiano, 22 dicembre 1616) è stato un navigatore olandese.

## Biografia ed esplorazioni
Circumnavigò il globo tra il 1615 ed il 1616. Lo stretto tra la Terra del Fuoco e Isola degli Stati, in Argentina, prende il suo nome: fu Le Maire stesso a proporre all'equipaggio della sua nave, la Eendracht, di chiamare così lo stretto, e l'equipaggio acconsentì all'unanimità.
Jacob era uno dei 22 figli di Maria Walraven di Anversa e Isaac Le Maire (1558-1624), di Doornik, importante mercante di Anversa. Isaac e Maria si sposarono poco prima dell'assalto spagnolo ad Anversa, del 1585, a seguito del quale la coppia si trasferì ad Amsterdam. Jacob è il primogenito dei 22 figli e nacque nel periodo a cavallo del trasferimento nella capitale olandese, il suo luogo e data di nascita sono quindi un po' incerti. Isaac ebbe grande fortuna ad Amsterdam e fu tra i fondatori della Compagnia olandese delle Indie occidentali. Nel 1605 Isaac fu però costretto ad abbandonare la società a causa di una disputa e per la decade successiva cercò di rompere il monopolio della Compagnia nelle Indie Orientali. Nel 1615 Isaac fondò una nuova compagnia, la Compagnia Australiana, con lo scopo di trovare una nuova rotta per il Pacifico e le Isole delle Spezie, così da eludere le restrizioni commerciali delle rotte della Compagnia delle Indie Orientali. Egli contribuì con due navi: la Eendracht e la Hoorn, e pose suo figlio Jacob a capo dei commerci per la spedizione. L'esperto in spedizioni Willem Schouten fu messo a capo della Eendracht e partecipò alla pari con Isaac nell'organizzazione dell'impresa.
Il 14 giugno 1615 Jacob le Maire e Willem Schouten salparono da Texel nei Paesi Bassi. Il 29 gennaio 1616 doppiarono Capo Horn, al quale diedero il nome della città natale di Schouten. Dopo aver fallito l'attracco all'isola Juan Fernández agli inizi di marzo, le navi solcarono il Pacifico in linea retta, visitando molte delle Tuamotu. Tra il 21 ed il 24 aprile del 1616 furono i primi occidentali a visitare le Tonga, nelle loro isole settentrionali: l'"Isola delle Cocco" (Tafahi), l'"Isola dei Traditori" (Niuatoputapu), e l'"Isola di Buona Speranza" (Niuafo'ou). Il 28 aprile scoprirono le Isole Hoorn (Futuna e Alofi), dove furono ricevuti con tutti gli onori e si fermarono sino al 12 maggio. Loro seguirono quindi la costa settentrionale della Nuova Irlanda e Nuova Guinea, visitando le isole vicine, incluse quelle che vennero chiamate le isole Schouten, il 24 luglio.
Attraversarono le Molucche settentrionali in agosto e finalmente raggiunsero Ternate, quartier generale della Compagnia olandese delle Indie orientali, dove furono accolti con entusiasmo dal governatore Laurens Reael, dall'ammiraglio Steven Verhagen, e dal governatore di Ambon, Jasper Jansz.
L’Eendracht salpò alla volta di Giava, e passò Batavia il 28 ottobre. Nonostante avessero aperto una nuova rotta, sconosciuta prima, Jan Pietersz Coen, della Compagnia, li additò di infrazione del monopolio di commercio alle isole delle spezie. Le Maire e Schouten furono arrestati e l’Eendracht confiscata. Dopo essere stati rilasciati, tornarono da Batavia ad Amsterdam, in compagnia di Joris van Spilbergen, che stava circumnavigando la terra, ma attraverso il tradizionale Stretto di Magellano.
Le Maire si trovava a bordo della nave Amsterdam nel suo viaggio di ritorno in patria, ma morì in viaggio. Spilbergen si trovava a fianco al suo letto di morte e raccolse i racconti dei suoi viaggi e li incluse nel suo libro The East and West Indian Mirror.